# Agata Kowalska
Agata Kowalska – polska dziennikarka, wydawczyni, podkasterka.

## Życiorys
W 2006 ukończyła studia w zakresie nauk politycznych na Uniwersytecie Warszawskim. Od 2006 była związana z koncernem medialnym Agora i radiem Tok FM gdzie najpierw odbyła staż, a następnie pracowała jako wydawczyni programu „Komentarze”. Później prowadziła autorską audycję „Post Factum”, a następnie „Analizy”. W 2020 odeszła z redakcji, co argumentowała nagłą zmiany ramówki stacji i skróceniem jej programu.
Po odejściu z Tok FM przez miesiąc publikowała teksty na portalu Krytyki Politycznej. W grudniu 2020 podjęła pracę w redakcji portalu OKO.press gdzie zajęła się tworzeniem podcastu „Powiększenie”.
Dziennikarka w 2016 została uhonorowana nagrodą Amnesty International „Pióro Nadziei” za rzetelną i merytoryczną pracę, w której podejmuje tematy praw człowieka oraz „Złotym Mikrofonem” Tok FM.

## Życie prywatne
Agata Kowalska wzięła ślub w Niemczech ze swoją partnerką, adwokatką Emilią Barabasz w sierpniu 2018 i próbowała doprowadzić do jego uznania w Polsce. Urząd Stanu Cywilnego w Warszawie odmówił transkrypcji niemieckiego aktu małżeństwa, co dziennikarka zaskarżyła, skargę jednak odrzucił wojewoda mazowiecki. Potwierdzenie w tej sprawie wydał Wojewódzki Sąd Administracyjny, który podtrzymał decyzję urzędników, podobnie jak rozpatrujący sprawę dalej Naczelny Sąd Administracyjny. Para odwołała się do Europejskiego Trybunału Praw Człowieka i czeka na rozpatrzenie sprawy.